# Jugement du patinage artistique
Pour les articles homonymes, voir COP.
Le système de jugement est appelé « CoP » ou « Code of Points » et a été mis en place et testé lors des Grands Prix ISU Junior lors de la saison 2003/2004. Il a été généralisé après ajustements aux séniors en 2004/2005, et une nouvelle fois ajusté à l'aube de la saison olympique 2005/2006. Il remplace le système « 6.0 » qui a été très critiqué lors des Jeux olympiques de 2002.

## 6.0
Avant 2003, les juges donnaient deux notes, une pour le mérite technique et une pour la présentation, allant de 0.0 à 6.0. Le score final étant l'addition des deux notes d'un juge pour un même patineur. Le patineur ayant le total le plus élevé se méritant l'ordinal du premier classement par ce juge. Deux systèmes d'attribution des ordinaux ont été utilisés au cours des dernières décennies (système dit "de la majorité" et système dit du "un-par-un" (OBO - one-by-one). Ce système de notation, surnommé « 6.0 », est encore utilisé au niveau des compétitions de moindre envergure, mais a été abandonné en 2004/2005 pour les compétitions internationales à la suite du scandale des JO de Salt Lake City de 2002.

## CoP
Le nouveau système de notation, dit "CoP", a été testé dans la série du Grand Prix de l'ISU en 2003/2004 (Skate America, Skate Canada, Coupe de Chine, Trophée de France, Coupe de Russie, Trophée NHK et la Finale) et appliqué à toutes les compétitions UIP en 2004/2005, après quelques modifications. 

### Notation technique (TES - Total Element Score)
- À chaque « élément » (saut, pirouette, suite de pas ou d'attitudes) d'un programme est assignée une valeur de base
- Le spécialiste technique a pour mandat d'identifier correctement les éléments et leur niveau de difficulté pour les pirouettes et les séquences de pas/ spirales[1]
- Chaque juge détermine pour chaque élément un niveau d'exécution (GoE pour « Grade of Execution ») allant de -5 à +5;chaque grade ajoute ou enlève des points à la valeur de base de l'élément en question, en se rapportant à une grille préétablie selon le niveau de qualité de l'élément exécuté
- La notation de l'exécution (GoE) du jury ajoutée à la valeur de base est obtenue en calculant la moyenne réduite (en éliminant le meilleur et le pire des qualificatifs) des valeurs numériques des notations de l’exécution (GoE) attribuées par les juges
- Des points en prime peuvent être assignés si un élément, mouvement ou transition est innovateur et inédit
- Les valeurs de base de tous les sauts amorcés dans la deuxième moitié du programme libre sont multipliées par un facteur de 1.1
- Sur l'ensemble du panel des douze juges, seul un sous-ensemble de neuf juges voit ses notes prises en compte, par une sélection préétablie par ordinateur et inconnue des juges

### Notation des composantes du programme (TCS - Total Components Score)
Note de composantes ou score des composantes (Program Component Score), au nombre de cinq (jusqu'en 2022) :
- SS (Skating Skills, habileté de patinage)
- TR (Transitions, transitions)
- PE (Performance/Exécution, performance/qualité d'exécution)
- CH (Choreography, chorégraphie/composition)
- IN (Interpretation, interprétation)

Depuis la saison 2022/2023, les composantes ne sont plus qu'au nombre de trois :
- CO (Composition, composition) regroupant les anciennes composantes CH (Chorégraphie) et TR (transitions)
- PR (Presentation, présentation) regroupant les anciennes composantes PE (Performance) et IN (Interprétation)
- SK (Skating Skills, habileté de patinage)

Ensuite :
- Chaque juge note les composantes de programme sur une échelle de 0,25 à 10 points, par intervalle de 0,25 point
- Le processus pour en venir à la notation finale pour chaque composante est semblable au processus utilisé pour déterminer la moyenne réduite des éléments (décrit plus haut)
- Chaque moyenne de chaque composante est ensuite multipliée par un facteur variant selon le programme (court ou long)

### Abréviations
Tous les éléments sur une feuille de protocole sont abrégés. Ce qui suit est la liste de ces abréviations, dans l'ordre alphabétique de la langue anglaise,.
| Abréviations                                  | Noms en anglais                          | Noms en français                            |
| Sauts (Jumps)                                 | Sauts (Jumps)                            | Sauts (Jumps)                               |
| --------------------------------------------- | ---------------------------------------- | ------------------------------------------- |
| A                                             | Axel jump                                | Axel                                        |
| F                                             | Flip jump                                | Flip                                        |
| Lo                                            | Loop jump                                | Boucle                                      |
| Lz                                            | Lutz jump                                | Lutz                                        |
| S                                             | Salchow jump                             | Salchow                                     |
| T                                             | Toe loop jump                            | Boucle piqué                                |
| Sauts lancés en couples (Throw jumps)         |                                          |                                             |
| ATh                                           | Throw axel                               | Axel lancé                                  |
| FTh                                           | Throw flip/lutz                          | Flip/lutz lancé                             |
| LoTh                                          | Throw loop                               | Boucle lancé                                |
| STh                                           | Throw salchow                            | Salchow lancé                               |
| TTh                                           | Throw toe loop                           | Boucle piqué lancé                          |
| Pirouettes (Spins)                            |                                          |                                             |
| CSp                                           | Camel spin                               | Pirouette allongée                          |
| CCSp                                          | Change foot camel spin                   | Pirouette allongée avec changement de pied  |
| CLSp                                          | Change foot layback spin                 | Pirouette cambrée avec changement de pied   |
| CSSp                                          | Change foot sit spin                     | Pirouette assise avec changement de pied    |
| CUSp                                          | Change foot upright spin                 | Pirouette debout avec changement de pied    |
| CoSp                                          | Combination spin                         | Pirouette combinée                          |
| CCoSp                                         | Combination spin with change of foot     | Pirouette combinée avec changement de pied  |
| FCSp                                          | Flying camel spin                        | Pirouette sautée allongée                   |
| FLSp                                          | Flying layback spin                      | Pirouette sautée cambrée                    |
| FSSp                                          | Flying sit spin                          | Pirouette sautée assise                     |
| FUSp                                          | Flying upright spin                      | Pirouette sautée debout                     |
| LSp                                           | Layback spin                             | Pirouette cambrée                           |
| PCoSp                                         | Pair combination spin                    | Pirouette combinée de couples               |
| PSp                                           | Pair spin                                | Pirouette parallèle de couples              |
| SSp                                           | Sit spin                                 | Pirouette assise                            |
| USp                                           | Upright Spin                             | Pirouette debout                            |
| Séquences de pas (Step sequences)             |                                          |                                             |
| ChSt                                          | Choreographed Step Sequence              | Séquence de pas chorégraphiée               |
| CiSt                                          | Circular step sequence                   | Séquence de pas circulaire                  |
| DiSt                                          | Diagonal in hold step sequence           | Séquence de pas en diagonale                |
| MiSt                                          | Midline in hold step sequence            | Séquence de pas en ligne médiane            |
| NtMiTw                                        | Not Touching Midline Sequential Twizzles |                                             |
| NtMiSt                                        | Not Touching Midline Steps               |                                             |
| SeSt                                          | Serpentine step sequence                 | Séquence de pas en serpentin                |
| SlSt                                          | Straight line step sequence              | Séquence de pas en ligne droite             |
| Séquences de spirales (Spiral sequences)      |                                          |                                             |
| ChSp                                          | Choreographed Spiral                     | Spirale chorégraphiée                       |
| SpSq                                          | Spiral sequence of any pattern           | Séquence de spirales de n'importe quel type |
| Portés en couple artistique (Pair lifts)      |                                          |                                             |
| ATw                                           | Axel twist lift                          | Twist Axel                                  |
| 1Li                                           | Group one lift                           |                                             |
| 2Li                                           | Group two lift                           |                                             |
| 3Li                                           | Group three lift                         |                                             |
| 4Li                                           | Group four lift                          |                                             |
| 5ALi                                          | Group five axel lasso lift               |                                             |
| 5RLi                                          | Group five reverse lasso lift            |                                             |
| 5SLi                                          | Group five step in lasso lift            |                                             |
| 5TLi                                          | Group five toe lasso lift                |                                             |
| LzTw                                          | Lutz/Flip twist lift                     | Twist Lutz/Flip                             |
| TTw                                           | Toeloop twist lift                       | Twist boucle piqué                          |
| Portés en danse sur glace (Dance lifts)       |                                          |                                             |
| CuLi                                          | Curve lift                               | Porté en courbe                             |
| RRoLi                                         | Reverse rotational lift                  | Porté en rotation inversée                  |
| RoLi                                          | Rotational lift                          | Porté en rotation                           |
| SeLi                                          | Serpentine lift                          | Porté en serpentin                          |
| StaLi                                         | Stationary lift                          | Porté sur place                             |
| SlLi                                          | Straight line lift                       | Porté en ligne droite                       |
| Spirales de la mort en couple (Death spirals) |                                          |                                             |
| BiDs                                          | Backward inside death spiral             | Spirale de la mort dedans arrière           |
| BoDs                                          | Backward outside death spiral            | Spirale de la mort dehors arrière           |
| FiDs                                          | Forward inside death spiral              | Spirale de la mort dedans avant             |
| FoDs                                          | Forward outside death spiral             | Spirale de la mort dehors avant             |
| Éléments de danse sur glace (Dance elements)  |                                          |                                             |
| STw                                           | Synchronized twizzles                    | Twizzles synchronisés                       |
| Éléments de Patinage Synchronisé              |                                          |                                             |
| L                                             | Line                                     | Ligne                                       |
| PL                                            | Pivoting Line                            | Ligne pivotant                              |
| AL                                            | Artistic Line                            | Ligne Artistique                            |
| B                                             | Block                                    | Block                                       |
| PB                                            | Pivoting Block                           | Block Pivot                                 |
| C                                             | Circle                                   | Cercle                                      |
| AC                                            | Artistic Circle                          | Cercle Artistique                           |
| TC                                            | Traveling Circle                         | Cercle se déplaçant                         |
| W                                             | Wheel                                    | Roue                                        |
| AW                                            | Artistic Wheel                           | Roue Artistique                             |
| TW                                            | Traveling Wheel                          | Roue se déplaçant                           |
| TrE                                           | Traveling Element                        | Élément qui se déplace                      |
| I                                             | Intersection                             | Intersection                                |
| pi                                            | Point of Intersection                    | Point d'intersection                        |
| ME                                            | Move Element                             | Série d'atitude                             |
| fm                                            | Free Skating Move                        | Attitude                                    |
| Pa                                            | Pair Element                             | Élément en Paire                            |
| Cr                                            | Créative Element                         | Élément Créatif                             |
| NHE                                           | No Hold Element                          | Élément sans prise de main                  |
| s                                             | Step Sequence                            | Séquence de Pas                             |
| GL                                            | Group Lift Element                       | Portés de Groupe                            |
| SySp                                          | Synchronized Spin Element                | Pirouette Synchronisée                      |
| TwE                                           | Twizzle Element                          | Élément Twizzle                             |

Le niveau d'une pirouette ou d'une séquence de pas est désigné par un nombre suivant l'abréviation de l'élément. Par contre, le nombre de rotations d'un saut est désigné par un nombre précédant l'abréviation de l'élément.
Par exemple 3 A représente un triple axel, tandis que SlSt4 désigne une séquence de pas en ligne droite de niveau 4. ChSt et ChSp sont des séquences de pas et de spirales de transition n'ayant pas de niveau et ont donc une valeur de base fixe.

### Valeurs de base des sauts[6]
| Abréviations | Noms         | Rotations | Valeur de base |
| ------------ | ------------ | --------- | -------------- |
| A            | Axel         | simple    | 1.1            |
| A            | Axel         | double    | 3.3            |
| A            | Axel         | triple    | 8.00           |
| A            | Axel         | quadruple | 12.5           |
| Lz           | Lutz         | simple    | 0.6            |
| Lz           | Lutz         | double    | 2.1            |
| Lz           | Lutz         | triple    | 5.9            |
| Lz           | Lutz         | quadruple | 11.5           |
| Lz           | Lutz         | quintuple | 14             |
| F            | Flip         | simple    | 0.5            |
| F            | Flip         | double    | 1.8            |
| F            | Flip         | triple    | 5.3            |
| F            | Flip         | quadruple | 11.0           |
| F            | Flip         | quintuple | 14             |
| Lo           | Boucle       | simple    | 0.5            |
| Lo           | Boucle       | double    | 1.7            |
| Lo           | Boucle       | triple    | 4.9            |
| Lo           | Boucle       | quadruple | 10.5           |
| Lo           | Boucle       | quintuple | 14             |
| S            | Salchow      | simple    | 0.4            |
| S            | Salchow      | double    | 1.3            |
| S            | Salchow      | triple    | 4.3            |
| S            | Salchow      | quadruple | 9.7            |
| S            | Salchow      | quintuple | 14             |
| T            | Boucle piqué | simple    | 0.4            |
| T            | Boucle piqué | double    | 1.3            |
| T            | Boucle piqué | triple    | 4.2            |
| T            | Boucle piqué | quadruple | 9.5            |
| T            | Boucle piqué | quintuple | 14             |

### Déductions
Peuvent entraîner une déduction :
- une faute de temps (-1,0 par période de 5 secondes inadéquates)
- un élément interdit (acrobatique, -2,0)
- une faute de costume (inadéquat ou tombe sur la glace -1,0)
- une chute (-1,0 pour chaque chute), définie comme tout arrêt momentané de la performance où la majorité du poids corporel repose sur d'autres éléments que les deux lames.

### Total du programme (TSS - Total Segment Score)
La note finale d'un programme est obtenue en additionnant la note technique des éléments avec la note des composantes du programme, moins les déductions le cas échéant.

### Notation finale (FS - Final Score)
La notation totale d'une compétition s'obtient en additionnant les notations de chaque programme, le patineur ou couple ayant le plus haut total est le vainqueur.